# 朝潮橋パーキングエリア
朝潮橋パーキングエリア（あさしおばしパーキングエリア）は、大阪府大阪市港区にある阪神高速道路16号大阪港線上のパーキングエリア。上り線（環状線方面）のみ利用可能である。

## 道路
- 阪神高速16号大阪港線

## 施設

### 上り線（大阪市街方面）
- 駐車場
  - 大型：7台
  - 小型：36台
  - 身障者用駐車場：1
- トイレ
  - 男性 大3(洋式3)・小4
  - 女性 5(洋式5)
  - 車椅子用 1
- レストラン「キッチン田朝潮食堂」（10:00 - 19:00）[1]
- 公衆電話
- 自動販売機
- 無料休憩所
- 道路情報ターミナル
- インターネット無線スポット
- ETC利用履歴発行プリンター
- 給電スタンド

## 隣
阪神高速16号大阪港線
(16-05)波除出入口 - 朝潮橋PA - (16-06)天保山出入口